# Meridolum marshalli
Meridolum marshalli är en snäckart som beskrevs av McLauchlan 1951. Meridolum marshalli ingår i släktet Meridolum och familjen Camaenidae. IUCN kategoriserar arten globalt som nära hotad. Inga underarter finns listade i Catalogue of Life.

## Bildgalleri

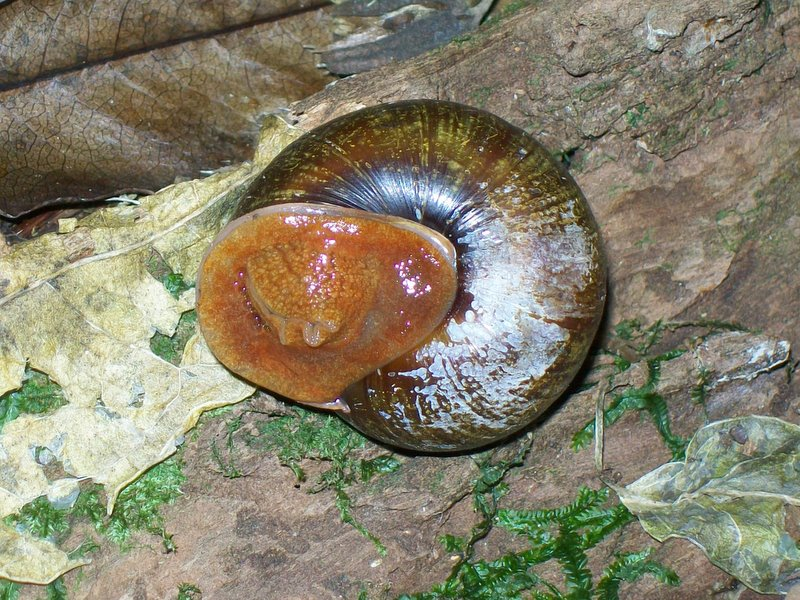